# Borodani
Borodani (ukr. Бородані) – wieś na Ukrainie, w obwodzie kijowskim, w rejonie obuchowskim, w hromadzie Bohusław. W 2001 liczyła 249 mieszkańców, spośród których 245 wskazało jako ojczysty język ukraiński, a 4 rosyjski.